# Pelota op de Olympische Zomerspelen 1900

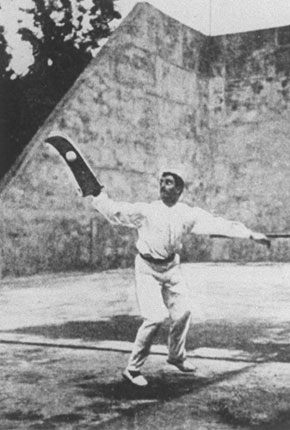
Deelnemer aan het olympisch pelotatoernooi in 1900.

Pelota is een van de olympische sporten die beoefend werden tijdens de Olympische Zomerspelen 1900 in Parijs.
Dit was de enige editie waarop pelota op het officiële programma stond. Hierna was het nog drie keer een demonstratiesport.
Het IOC heeft in 2004, na historisch onderzoek, bepaald dat van de pelotawedstrijden alleen het Cesta punta (Jai Alai) voor amateurs alsnog een olympische status kreeg. Aan de wedstrijden in handpelota deden professionals mee en ook het Cesta punta voor professionals kreeg geen olympische status.
Aan het Cesta punta voor amateurs deden slechts twee teams mee. Er werd één wedstrijd gespeeld. Deze vond plaats op 14 juni in de Parijse voorstad Neuilly-sur-Seine. Spanje won deze wedstrijd van Frankrijk waarvan de score onbekend is.

## Medaillewinnaars
| Goud | Goud                              | Zilver | Zilver                       |
| ---- | --------------------------------- | ------ | ---------------------------- |
| ESP  | José de Amézola Francisco Villota | FRA    | Maurice Durquetty Etchegaray |

Parijs 1900 · 
Parijs 1924 (demonstratie) · 
Mexico-stad 1968 (demonstratie) · 
Barcelona 1992 (demonstratie)
Olympische medaillewinnaars
Atletiek · Boogschieten · Cricket · Croquet · Golf · Paardensport · Pelota · Polo · Roeien · Rugby · Schermen · Schietsport · Tennis · Touwtrekken · Turnen · Voetbal · Waterpolo · Wielersport · Zeilen · Zwemmen